# NULL-Algorithmus
Der NULL-Algorithmus ist ein Algorithmus, der nichts tut. Er taucht als wissenschaftlicher Witz in der Informatik unter anderem in RFC 2410 als angebliche Blockchiffre und Alternative zur Caesar-Chiffre auf. Über seinen scherzhaften Ursprung hinaus wird der Begriff auch verwendet, um darauf hinzuweisen, dass ein bestimmter Programmcode – bewusst oder aufgrund von Fehlern – nichts tut oder nichts bewirkt.
Der Algorithmus soll RFC 2410 zufolge bei der Verwendung von IPsec mit ESP für Authentifizierung und Integrität ohne Vertraulichkeit sorgen. Der NULL-Algorithmus ermöglicht die Angabe, dass eine Verschlüsselung nicht gilt. Dies wird als „ESP-NULL“ bezeichnet.
Dem Algorithmus werden diverse Vorteile bescheinigt, wie etwa hohe Flexibilität oder Performance. Da der NULL-Algorithmus nichts tut, ist er schneller als andere symmetrische Verschlüsselungsalgorithmen. Er kann mit jeder Hardware und Betriebssystem-Plattform benutzt werden.
Der Ursprung wird scherzhaft in römischen Zeiten vermutet. Da es im alten Rom jedoch kein Zahlzeichen für die Null gab, seien schriftliche Aufzeichnungen über die Entwicklung des Algorithmus verloren gegangen.

## Definition
NULL definiert die mathematische Verwendung der Identitätsfunktion I angewendet auf einen Block von Daten b:
```
NULL(b) = I(b) = b
```

### Beispiel
```
Daten      = "Network Security People Have A Strange Sense Of Humor"
Datenlänge = 53
NULL_Daten = "Network Security People Have A Strange Sense Of Humor"
```

Wie andere moderne Chiffre-Verfahren kann der NULL-Algorithmus Schlüssel mit variierenden Längen benutzen. Allerdings verbessern längere Schlüssel nicht die Sicherheit.
Die Firma IBM stellt unter dem Betriebssystem z/OS das Programm IEFBR14 zur Verfügung, welches in der Tat keinerlei Funktion erfüllt, aber dennoch nützlich ist.